# Sylvie Bonnet
 (novembre 2024).
L'article doit être relu — et modifié si nécessaire — par des contributeurs indépendants pour apporter un regard critique aux contributions effectuées en violation des conditions d'utilisation de Wikipédia, tant sur la forme (notamment concernant le style encyclopédique, la proportionnalité) que sur le fond (la neutralité de point de vue, la qualité et l'indépendance des sources).
Pour les articles homonymes, voir Bonnet.
Sylvie Bonnet ([silvi bɔnɛ]), née le 21 décembre 1969 à Saint-Just-Saint-Rambert (Loire), est une femme politique française.
Membre du parti Les Républicains, elle est conseillère départementale du canton de Saint-Just-Saint-Rambert depuis 2021, et depuis 2023, députée de la quatrième circonscription de la Loire. Elle est également secrétaire du Groupe Droite républicaine à l'Assemblée Nationale depuis 2024.

## Situation personnelle
Sylvie Bonnet, née le 21 décembre 1969  à Saint-Just-Saint-Rambert (Loire). Elle est mariée et mère de deux enfants.

## Parcours professionnel
Gestionnaire des risques professionnels et formatrice PRAPS de formation, elle s’est mise en disponibilité de son emploi de cadre médico-social de la Maison de retraite de la Loire (MRL), basée à Saint-Just-Saint-Rambert.
Elle occupe le poste de collaboratrice parlementaire de Dino Cinieri depuis leur élection en 2017 jusqu'à la démission de ce dernier.

## Parcours politique
Sylvie Bonnet débute en politique en 2014 à Sury-le-Comtal en tant que conseillère municipale,. Elle est devenue adjointe au maire en charge de l'enfance, des écoles, du conseil municipal des enfants, et de la petite enfance,,

### Suppléante
En 2017, le député sortant Dino Cinieri lui propose d'être sa suppléante pour sa réélection. Il est élu et elle devient l'une de ses collaboratrices parlementaires.
En 2022, Dino Cinieri se représente aux élections législatives, et reprend Sylvie Bonnet comme suppléante.

### Députée de la Loire
Le 8 novembre 2023, le député Dino Cinieri annonce qu'il démissionne de son mandat de député, devenu vice-président du parc naturel régional du Pilat.
Conformément aux règles du code électoral sur le cumul des mandats, elle hérite du siège de ce dernier et devient la première femme députée de la 4e circonscription de la Loire,.
Depuis le 20 mars, elle siège à la commission des affaires sociales, en lien avec son parcours professionnel.
À la suite de la dissolution de l'Assemblée nationale le 9 juin 2024, elle est de nouveau candidate aux législatives anticipées aux côtés de l’ex-député Dino Cinieri qui devient son suppléant et se réclame de la droite républicaine, dans un binôme qui fustige « les extrêmes ».
Le 7 juillet 2024, elle est réélue au second tour des élections législatives anticipées avec 55,42 % des suffrages dans la 4e circonscription de la Loire, devançant le candidat du Rassemblement National, Gerbert Rambaud, arrivé deuxième avec 44,58 % des suffrages exprimés.

### Conseillère départementale
En 2021, elle se présente aux élections départementales sur le canton de Saint-Just-Saint-Rambert en binôme avec Eric Lardon, où ils sont élus avec 76,28% des suffrages exprimés.
Le binôme, s'installe dans la majorité départementale, sous la présidence de George Ziegler.

### Conseil municipal de Sury-le-Comtal
Sylvie Bonnet débute en politique en 2014 à Sury-le-Comtal en tant que conseillère municipale,,. Au sein de la majorité municipale.
Le 15 mars 2017, elle est devenue adjointe au maire en charge de l'enfance, des écoles, du conseil municipal des enfants, et de la petite enfance,. À la suite de la démission de sa prédécesseur. Elle est réélue en 2020, conservant ses délégations.
À la suite de la démission de Dino Cinieri, elle démissionne du conseil municipal, en situation de cumul de mandat.

## Détail des mandats et fonctions

### À l’Assemblée nationale
- À partir du 1er décembre 2023 : députée de la 4e circonscription de la Loire[20].
- À partir du 20 mars 2024 : membre de la commission des affaires sociales[15].

### Au niveau local
- À partir du 27 juin 2021 : conseillère départementale de la Loire, sur le canton de Saint-Just-Saint-Rambert[18].

- 2017 - 2023 : Adjointe au Maire de Sury-le-Comtal[19].
- 2014 - 2017 : Conseillère Municipale de Sury-le-Comtal[7].

## Synthèse des résultats électoraux

### Élections législatives
| Année | Parti  | Parti | Circonscription | 1er tour | 1er tour | 1er tour | 2d tour | 2d tour | 2d tour | Issue |
| Année | Parti  | Parti | Circonscription | Voix     | %        | Rang     | Voix    | %       | Rang    | Issue |
| ----- | ------ | ----- | --------------- | -------- | -------- | -------- | ------- | ------- | ------- | ----- |
| 2017  |        | LR    | 4e de la Loire  | 11 199   | 22,91    | 2e       | 19 039  | 50,13   | 1re     | Élu*  |
| 2022  | 12 601 | LR    | 4e de la Loire  | 25,81    | 1re      | 27 847   | 61,61   | 1re     | Élu*    |       |
| 2024  | 21 649 | LR    | 4e de la Loire  | 30,72    | 2e       | 38 420   | 55,42   | 1re     | Élue    |       |

*Élue en tant que suppléante du Député Dino Cinieri, de 2017 à 2023.

### Élections départementales
| Année | Parti | Parti | Canton                   | 1er tour | 1er tour | 1er tour | 2d tour | 2d tour | 2d tour | Issue |
| Année | Parti | Parti | Canton                   | Voix     | %        | Rang     | Voix    | %       | Rang    | Issue |
| ----- | ----- | ----- | ------------------------ | -------- | -------- | -------- | ------- | ------- | ------- | ----- |
| 2021  |       | BC-LR | Saint-Just-Saint-Rambert | 5 172    | 54,49    | 1re      | 6 753   | 76,28   | 1re     | Élus  |

### Élections municipales
| Année | Parti | Parti | Commune        | Position sur la liste | 1er tour | 1er tour | 1er tour | 2d tour | 2d tour | 2d tour | Issue | Sièges  |
| Année | Parti | Parti | Commune        | Position sur la liste | Voix     | %        | Rang     | Voix    | %       | Rang    | Issue | Sièges  |
| ----- | ----- | ----- | -------------- | --------------------- | -------- | -------- | -------- | ------- | ------- | ------- | ----- | ------- |
| 2014  |       | LDIV  | Sury-le-Comtal | 10e                   | 861      | 43,17    | 1re      | 1 006   | 27,53   | 1re     | Élue  | 22 / 29 |
| 2020  |       | LDVC  | Sury-le-Comtal | 2e                    | 1 115    | 81,68    | 1re      |         |         |         | Élue  | 27 / 29 |